# Tscharnautschyzy

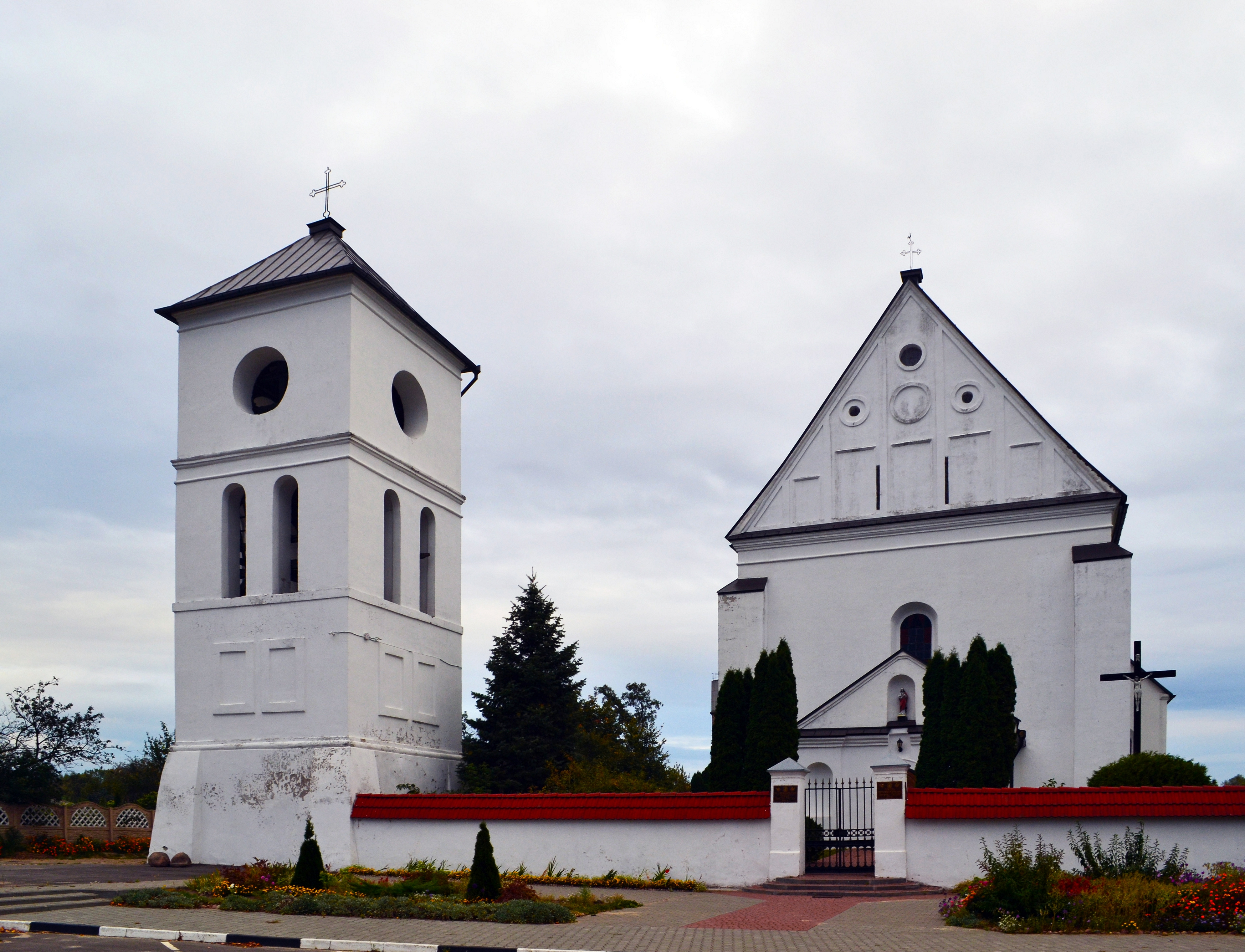
Dreifaltigkeitskirche in Tscharnautschyzy

Tscharnautschyzy (belarussisch Чарнаўчыцы; russisch Чернавчицы) ist ein Dorf im Rajon Brest in der Breszkaja Woblasz in Belarus. Tscharnautschyzy ist das Zentrum des Selsawets Tscharnautschyzy – einer Verwaltungseinheit mit 19 Ortschaften. Der Ort liegt im nördlichen Teil des Rajons, 18 Kilometer vom Rajonszentrum Brest entfernt.
Im Dorf befindet sich das älteste Architekturdenkmal des Rajons – das im Jahre 1583 erbaute Kloster der Dreifaltigkeit.